# Velino M. Preza Castro
Velino M. Preza Castro (soms ook: Presa; Durango, 26 november 1866 – Mexico-Stad, 15 december 1944) was een Mexicaans componist, muziekpedagoog en dirigent.

## Levensloop
Vanaf 1887 woonde Preza Castro in Mexico-Stad. Hij studeerde daar aan het Conservatorio Nacional de Música. Vervolgens werd hij dirigent van de Banda de Música de Zapadores en van de Banda de Música de Ingenieros. In 1904 stelde hij in opdracht van de burgemeester een politieharmonieorkest samen, dat op 19 september onder de naam Banda Policia de la Ciudad de Mexico van start ging. Preza Castro bleef tot zijn pensioen in 1943 dirigent van het orkest.
Naast zijn werkzaamheden als dirigent was hij ook docent aan het conservatorium en componist.

## Composities

### Werken voor harmonieorkest
- 1907 - Chapultepec
- 1907 - (El) Cuarto Poder, mars (opgedragen aan Mexico-Stad)
- 1907 - Mexico Alegre
- Iº de Dicíembre
- 2 de abril
- 23 de Julio
- Adelante
- Alauda, wals (opgedragen aan: Esther Ochoa)
- Canto al pueblo
- Cascadas de rosas
- Colegio militar
- Díaz-Taft
- Félix Díaz
- Gardenias, danza voor sopraan en harmonieorkest
- Himno a la Patria, hymne - tekst: Juan de Dios Peza
- Homenaje á Mérida
- Las Mañanitas
- Lindas durangueñas
- Lindas Mexicanas, mars
- Sonrisa de angel, schottisch
- ¡Viva México!, mars
- Volverás, polka
- Ysabel la católica
- Zamacueca

### Muziektheater

#### Zarzuela
| Voltooid in | Titel            | Akten | Première                                        | Libretto                                               |
| ----------- | ---------------- | ----- | ----------------------------------------------- | ------------------------------------------------------ |
| 1922        | La hija de Tetis |       | 25 december 1922, Mexico-Stad, Teatro principal | Manuel Mañón, gebaseerd op een verhaal van Oscar Wilde |